# Kingsley Coman
Kingsley Coman, francoski nogometaš, * 13. junij 1996, Pariz.
Coman je profesionalni nogometaš, ki igra za FC Bayern München kot napadalni vezist.

## Klubska kariera

### Paris St. Germain
Rojen v Parizu, se je Coman začel začel ukvarjati z nogometom pri US Sénart-Moissyu leta 2002, ko je bil star 6 let. Po dveh letih s klubom, je bil skavtiran s strani Paris Saint Germaina, in se pridružil klubskim mlajšim selekcijam. Po devetih letih z mladinskim pogonom je Kingsley dobil priložnost v prvi ekipi Paris Saint Germaina, 17. februarja 2013, proti Sochauxu. V igro je vstopil kot zamenjava v 87. minuti.
Kingsley je najmlajši igralec, ki je debitiral za Paris Saint Germain. Za nastop je Coman dobil ligaško medaljo kot nagrado za osvojen naslov Ligue 1. 

### Juventus
Coman je podpisal pet-letno pogodbo s prvakom Serie A, Juventusom, po tem, ko mu je potekla pogodba s Paris Saint Germainom

### FC Bayern München
Coman je odšel v Fc Bayern München na 2 letno posojo z možnosjo odkupa med poletnim prestopnim rokom leta 2015. 

## Reprezentanca
2. junija 2014, pri 17. letu starosti je prvič nastopil za U21 reprezentanco Francije, kot igralec v začetni postavi na tekmi proti Singapuru. Na tej tekmi je Francoska nogometna reprezentanca zmagala z rezultatom 6-0, ko je Kingsley tudi zadel. Za člansko reprezentanco Galskih petelinov je debitiral 13. novembra 2015 proti Nemčiji, ko so Francozi zmagali z 2 proti 0. 

## Dosežki
Paris Saint-Germain
- Ligue 1 (2): 2012–13, 2013–14
- Trophée des champions (1): 2013
- Coupe de la Ligue (1): 2013–14